# Поверь в мечту (альбом)
«Пове́рь в мечту́» — альбом советского певца и композитора Юрия Антонова, выпущенный в 1985 году на LP фирмой «Мелодия».

## Об альбоме
Записи были сделаны звукорежиссёром Сергеем Тепловым на Всесоюзной студии грамзаписи в 1984 году.
Аккомпанирующим составом выступила группа «Аэробус», две из девяти песен («Снегири», «Если пойдём вдвоём») записаны со струнной группой Эстрадно-симфонического оркестра Центрального телевидения и Всесоюзного радио.
На обложке нет состава группы, но, по словам одного из участников, пластинку записывал следующий состав: Игорь Шабловский, Алик Микоян — гитары, Евгений Маргулис — бас, Игорь Кларк — клавишные, Виктор Варвалюк — ударные, Юрий Антонов — вокал, «родес-пиано». Неизвестно, кто исполнил скрипичное соло в песне «Дай мне руку».
В первоначальный неизданный вариант альбома входила малоизвестная песня «Семь дней недели» (слова Л. Фадеева), но отсутствовала вошедшая в окончательную версию песня «Мой путь прост».
В отличие от альбома «Крыша дома твоего», многие песни с которого к моменту выхода на лонгплее были хорошо известны публике, песни, вошедшие в «Поверь в мечту», не выходили на миньонах до появления на самом альбоме; исключения составляют лишь «Снегири» и «На улице Каштановой», появившиеся незадолго до выхода альбома на некоторых сборниках. Заглавная же песня «Поверь в мечту» уже была известна в исполнении группы «Земляне», которая выпустила её на пластинке ещё в 1982 году.
Песня «На улице Каштановой», по словам автора, явилась первой, написанной им «на заказ»: «мне позвонил поэт Игорь Шаферан и предложил стихи, посвящённые юбилею Крымской области. Я сел за инструмент и за полчаса сочинил песню, которая стала хитом». Антонов появился с песней «На улице Каштановой» в 5-м выпуске телефестиваля «Песня-85».
Песня «Снегири» написана для короткометражного фильма о ветеранах Великой Отечественной войны на стихи поэта-фронтовика Михаила Дудина. Советская пресса отметила песню как образец высокой гражданской лирики.
Автор слов песни «Если пойдём вдвоём» — Владимир Кузьмин. Известно, что Кузьмин играл на миньоне Антонова с песнями «Маки», «Море» и «Вот как бывает», записанном в 1981 году.

## Реакция
По результатам опроса рубрики «Звуковая дорожка» газеты Московский комсомолец, Поверь в мечту занял #5 в категории «Лучшие диски 1985 года». В следующем, 1986-м году читатели Московского Комсомольца назвали Юрия Антонова десятым среди лучших певцов.
В опросе читателей журнала «Смена» Антонов отмечен #4 в категории «Лучший певец-85».
Владимир Марочкин в книге «Песни нашего поколения. Восьмидесятые» пишет: 
Самой популярной пластинкой этого (1985) года в СССР стал новый альбом Юрия Антонова „Поверь в мечту“. В первой половине 80-х у Антонова, как и у многих других авторов, возник конфликт с Союзом композиторов СССР, который привёл к тому, что его песни почти перестали издаваться на пластинках и звучать в эфире. Но всё же здравый смысл взял верх, и фирма „Мелодия“ выпустила диск-гигант<…> Эти песни в тот год можно было слышать, наверное, из каждого открытого окна.

## Влияния
Группа «Ноль» кратко процитировала строчки из песни «На улице Каштановой» в своей популярной песне «Иду. Курю» (альбом 1991 года Песня о безответной любви к Родине), посвящённой употреблению каннабиса. Антонов отнёсся к этому крайне негативно.

## Список композиций
Вся музыка написана Юрием Антоновым.
| №                   | Название               | Текст песни         | Длительность |
| ------------------- | ---------------------- | ------------------- | ------------ |
| 1.                  | «Поверь в мечту»       | Игорь Кохановский   | 4:27         |
| 2.                  | «Уходит молодость моя» | Леонид Фадеев       | 5:36         |
| 3.                  | «Я не жалею ни о чём»  | Леонид Фадеев       | 3:52         |
| 4.                  | «Мой путь прост»       | Олег Жуков          | 3:54         |
| 5.                  | «На улице Каштановой»  | Игорь Шаферан       | 3:51         |
| 6.                  | «Не до смеха»          | Леонид Фадеев       | 3:12         |
| 7.                  | «Если пойдём вдвоём»   | Владимир Кузьмин    | 3:00         |
| 8.                  | «Снегири»              | Михаил Дудин        | 2:32         |
| 9.                  | «Дай мне руку»         | Игорь Кохановский   | 4:47         |
| Общая длительность: | Общая длительность:    | Общая длительность: | 33:47        |